# Центральный Ачех
Центральный Ачех (индон. Aceh Tengah) — округ в провинции Ачех. Административный центр — город Такенгон.

## Население
Согласно переписи 2008 года, на территории округа проживало 175 527 человек. Большинство населения округа принадлежит к народности гайо.

## Экономика
Округ является основным центром производства кофе в провинции Ачех.

## Административное деление
Округ Центральный Ачех делится на следующие районы:
- Линге
- Бинтанг
- Лут-Тавар
- Кебаякан
- Пегасинг
- Бебесен
- Куте-Пананг
- Силих-Нара
- Кетол
- Челала
- Джагонг-Джегет
- Ату-Линтанг
- Бис
- Русип-Антара